# 나루미역
나루미역(일본어: 鳴海駅)은 일본 아이치현 나고야시 미도리구에 위치한 나고야 철도 나고야 본선의 철도역이다. 역 번호는 NH 27이며, 섬식 승강장 2면 4선의 구조를 갖춘 고가역이다.

## 타는 곳
| 1 | ■ 나고야 본선 | 하행 | 나고야 · 기후 · 쓰시마 · 이누야마 방면                    | 본선   |
| 2 | ■ 나고야 본선 | 상행 | 나고야 · 기후 · 쓰시마 · 이누야마 방면                    | 대피선 |
| 3 | ■ 나고야 본선 | 상행 | 도요아케 · 지류 · 히가시오카자키 · 도요하시 · 니시오방면  | 대피선 |
| 4 | ■ 나고야 본선 | 하행 | 도요아케 · 지류 · 히가시오카자키 · 도요하시 · 니시오 방면 | 본선   |

## 이용 현황
| 연도 | 1일 평균 승차 인원 |
| ---- | ------------------ |
| 2000 | 9,247              |
| 2001 | 9,018              |
| 2002 | 8,635              |
| 2003 | 8,513              |
| 2004 | 8,163              |
| 2005 | 8,640              |
| 2006 | 8,740              |
| 2007 | 8,945              |
| 2008 | 9,366              |
| 2009 | 9,059              |
| 2010 | 9,147              |
| 2011 | 8,728              |
| 2012 | 8,728              |
| 2013 | 8,998              |
| 2014 | 8,995              |
| 2015 | 9,183              |

## 역 주변
- 국도 제1호선
- 나루미 신사
- 오기 강

## 인접 역
| 나고야 철도 나고야 본선      | 나고야 철도 나고야 본선 | 나고야 철도 나고야 본선              |
| ---------------------------- | ----------------------- | ------------------------------------ |
| NH 19 지류 도요하시 방면     | ■ 특급                  | 진구마에 NH 33 메이테쓰기후 방면     |
| NH 23 젠고 도요하시 방면     | ■ 급행                  | 호리타 NH 32 메이테쓰기후 방면       |
| NH 25 아리마쓰 도요하시 방면 | ■ 준특급                | 호리타 NH 32 메이테쓰기후 방면       |
| NH 26 사쿄야마 도요하시 방면 | ■ 보통                  | 모토호시자키 NH 28 메이테쓰기후 방면 |